# Prokop z Kladrub
Prokop z Kladrub (latinsky Procopius de Cladrubiensis; kolem 1380 Kladruby – 24. dubna 1453 Plzeň) byl český teolog, odpůrce husitství a utrakvismu.

## Život
Prokop z Kladrub se narodil okolo roku 1380 v Kladrubech u Stříbra. Zpočátku navštěvoval tamní benediktinský klášter, kde se mu pravděpodobně dostalo prvního vzdělání. V roce 1402 na Karlově univerzitě dovršil titulu bakaláře a roku 1405 získal titul mistra svobodných umění. 15. října 1412 byl Prokop zvolen děkanem artistické fakulty pražské univerzity, zůstal jím do 18. dubna 1413. K roku 1417 je rovněž zaznamenán v úřadu kvodlibetáře na pražské univerzitě.
Od roku 1429 působil na univerzitě v Lipsku, tam se stal v roce 1431 děkanem artistické fakulty. V roce 1433 si v Lipsku opatřil licenciát teologie a o rok později byl jmenován doktorem teologie. Od roku 1443 vykonával funkci děkana na lipské univerzitě. Prokop z Kladrub zemřel 24. dubna 1453 v Plzni, kde byl též pohřben.

## Dílo
Dílo Prokopa z Kladrub tvoří zejména latinsky psané kvestie neboli disputační úvahy a i traktáty.

### Kvestie
- Utrum quilibet suo superiori homo subditus tenetur ei in singulis actibus indifferentibus obedire (česky: Zda musí kterýkoliv poddaný člověk poslouchat svého pána ve všem bez rozdílu)[3]
- Utrum primum principium rerum naturalium possit aliquem effectum absque secundo principio concurrente producere et de novo productum in esse perpetuo tempore naturaliter conservare (česky: Zda může princip přirozených věcí vytvářet následek bez součinnosti druhého principu a přirozeně udržovat nově vytvořenou věc po věčný čas v bytí)[3]

### Traktáty[5]
- De imaginibus
- Tractatus de communione unius speciei